# Sesteadero Sapillica
Sesteadero Sapillica es un caserío peruano ubicado en el distrito de Sapillica, perteneciente a la provincia de Ayabaca del departamento de Piura, al norte del Perú. 

## Ubicación
Sesteadero Sapillica se ubica al oeste de la provincia de Ayabaca, en el distrito de Sapillica, en el departamento de Piura.

## Demografía
En 2017 Sesteadero Sapillica tenía una población de 183 habitantes.
| Gráfica de evolución demográfica de Sesteadero Sapillica entre 1993 y 2017 |
|                                                                            |
| Fuentes: Población 1993 (junto con Sesteadero Bajo) y 2017                 |